# Verbalinspiration

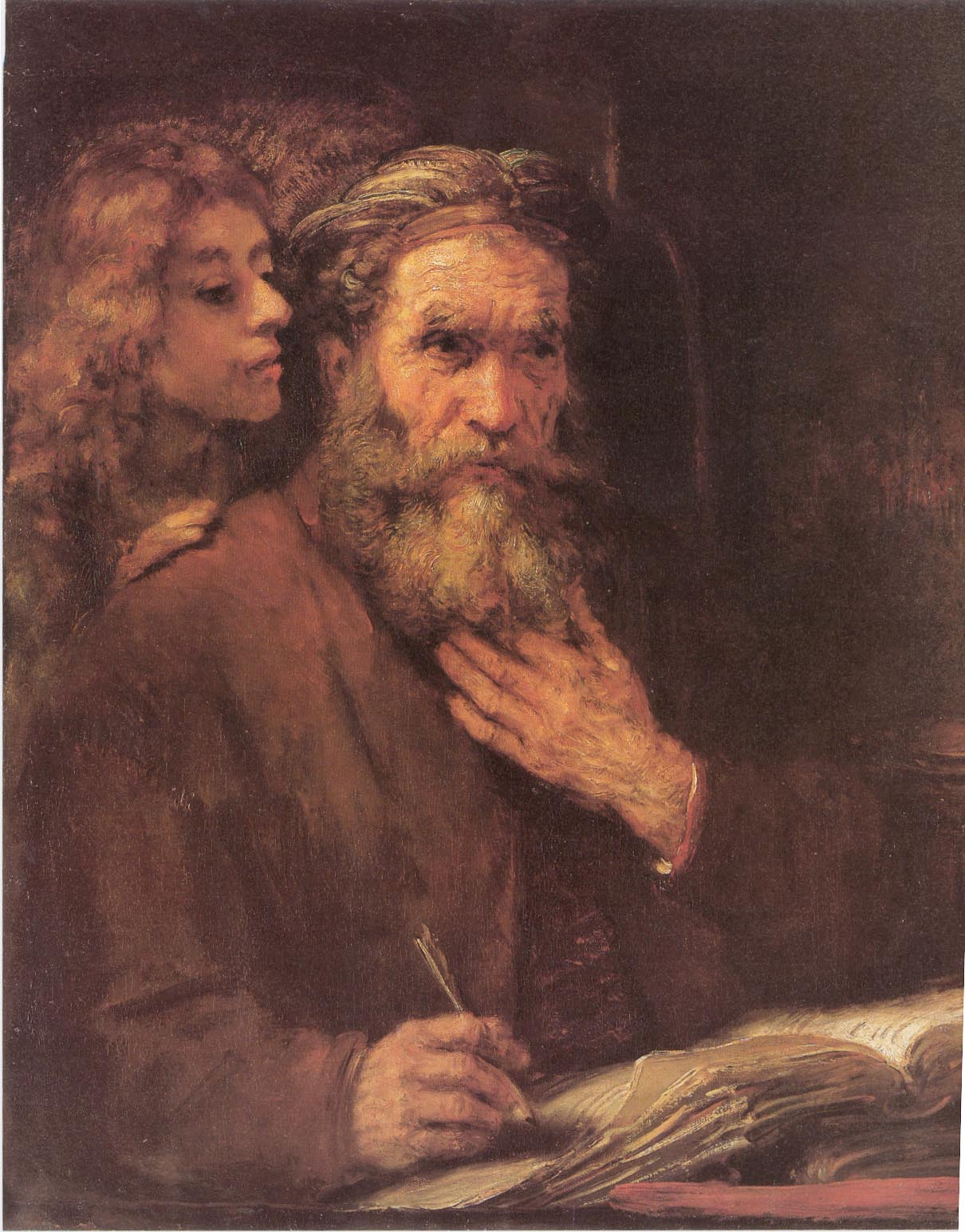
Rembrandts Evangelisten Matteus inspirerad av en ängel.

Verbalinspiration är tanken att heliga skrifter är inspirerade av Gud ord för ord, det vill säga mer eller mindre dikterade. Tanken förekommer under detta namn främst vad gäller Bibeln, Koranen och andra angränsande religioner och rörelser. Verbalinspirationstanken används inom den kristna fundamentalismen som stöd för tanken på Bibelns ofelbarhet. I övrigt avvisas den i allmänhet av kristna.
Det utmärkande för föreställningen om verbalinspirationen är koncentrationen på själva nedtecknandet. Det framställs ofta som att författarna skulle vara viljelösa redskap. När det gäller Bibeln är detta knappast riktigt. Sten Hidal har visat att Johann Gerhard (den kanske främste företrädaren för den lutherska ortodoxin) uppfattar verbalinspirationen på annat sätt. Författarna till bibeltexten har var och en under den gudomliga uppenbarelsens ledning kunnat skriva med hjälp av sina speciella mänskliga färdigheter, med sin egen stil och på sitt eget sätt. Den gudomliga uppenbarelsens ledning har dock gjort att författarna har kunnat undvika att skriva något felaktigt. Konsekvensen av detta blir att bibeln blir en alltigenom felfri och enhetlig bok.
För Koranens del är dikterandet av den arabiska texten en bärande tanke i den muslimska tron. Till skillnad från Bibeln, som utgör en samling skrifter av olika karaktär, med olika stil och skrivna av olika personer, är Koranen en samling kortare eller längre texter som Muhammed anses ha fått höra direkt av Gud. Ordet "Koranen" (al-Quran) betyder "recitationen", och muslimer anser att den arabiska texten är en fullkomlig nedteckning av en bok som finns i himlen.
På samma sätt finns enligt Islam ytterligare tre heliga böcker i himlen: Tawrat, som uppenbarats för Mose, Zabur, som uppenbarats för David och Injil, som uppenbarats för Jesus. Dessa tre uppenbarelser har dock bara blivit nedtecknade fragmentariskt, och det är bara delar av dem som finns bevarade i Torah, Psaltaren och evangelierna i Bibeln.
Inom Jesu Kristi Kyrka av Sista Dagars Heliga anses Mormons bok vara tillkommen genom en kombination av verbalinspiration och översättning.